# Kunstmeststrooier

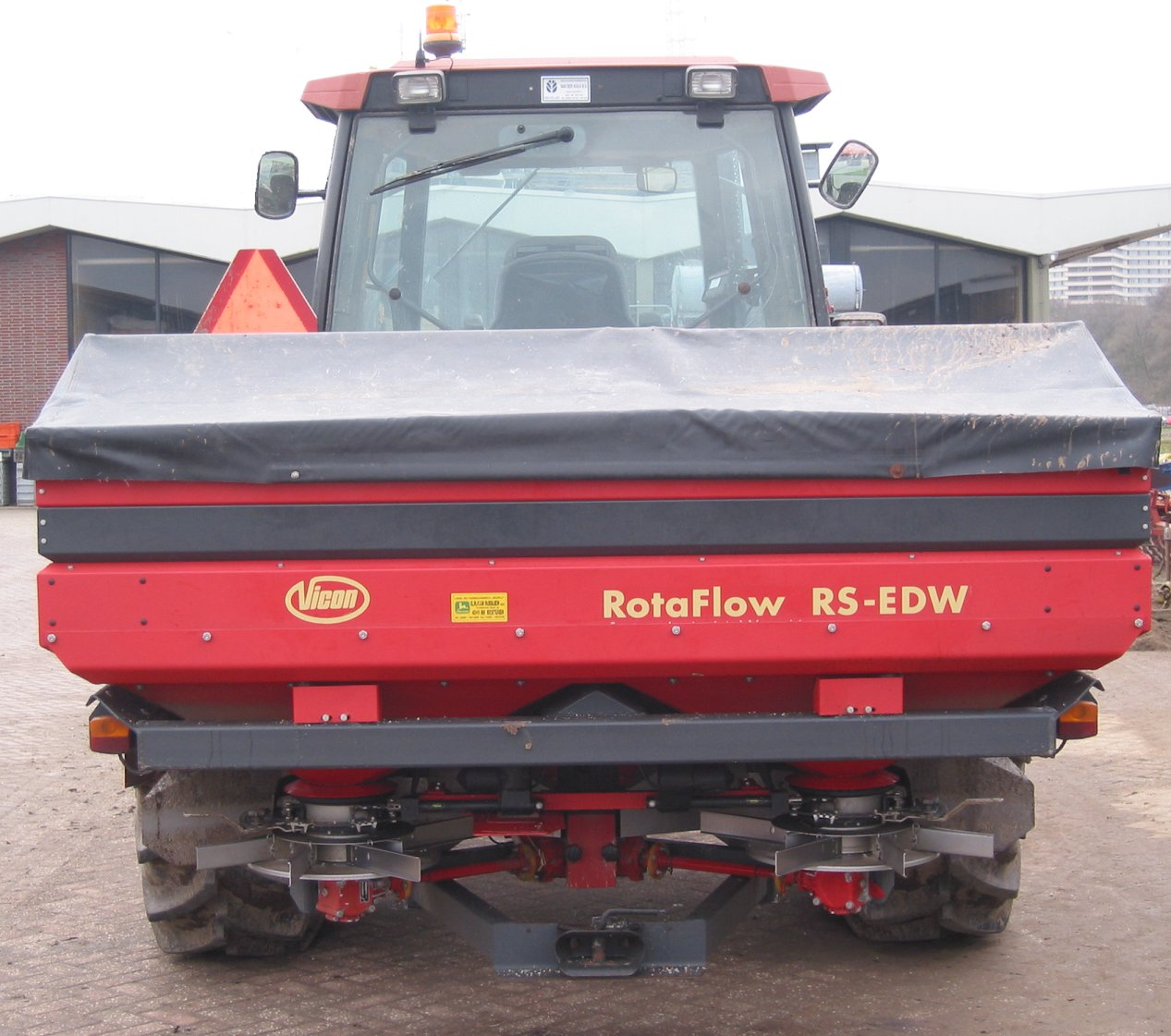
Centrifugaalstrooier met twee schijven

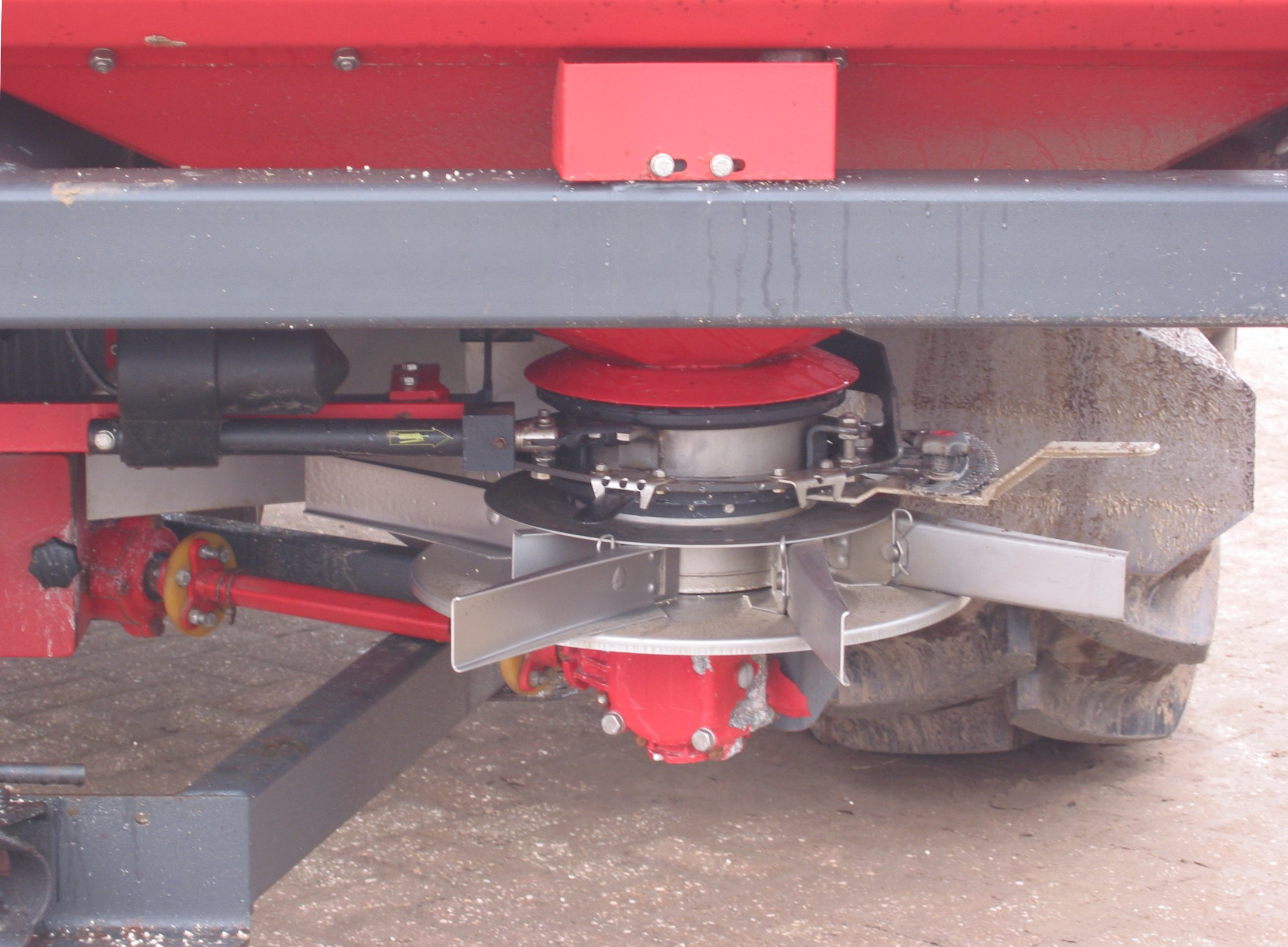
Close-up van de schijf

Een kunstmeststrooier is een landbouwwerktuig dat gebruikt wordt om kunstmest te strooien. De machine kan zelfrijdend zijn maar is vaker gedragen of getrokken door een tractor.
Een kunstmeststrooier moet goed afgesteld zijn om een goede verdeling van de kunstmest over het land te verkrijgen. Zo moet deze goed horizontaal achter de tractor blijven hangen, zowel gevuld als bijna leeg.
Er zijn verschillende typen kunstmeststrooiers zoals:
- pendelstrooier
- centrifugaalstrooier

Bij een pendelstrooier worden de kunstmestkorrels door een heen en weer gaande pendel weggeworpen en bij een centrifugaalstrooier vallen de korrels op een snel ronddraaiende schijf, waardoor de korrels worden verspreid. Er zijn ook strooiers, zoals op de foto, waarbij beide systemen tegelijk zijn toegepast.

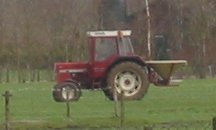
International Harvester trekker met Pendelkunstmeststrooier